# Палеоцен
Палеоцен (др.-греч. παλαιός — «древний» + καινός — «новый») — первая эпоха палеогенового периода и всей кайнозойской эры. Охватывает время от 66,0 до 56,0 миллионов лет назад. За палеоценом следует эоцен.
Палеоцен начался с мел-палеогенового вымирания, которое уничтожило 75 % видов живых организмов на планете, включая динозавров. Конец эпохи приурочен к палеоцен-эоценовому термическому максимуму — крупному климатическому событию, в ходе которого в атмосферу и океан попало около 2,5—4,5 трлн тонн углерода, что вызвало глобальное повышение температуры и подкисление океанов.
В палеоцене континенты северного полушария были соединены несколькими сухопутными мостами. Южная Америка, Антарктида и Австралия тоже были ещё не вполне разделены. Скалистые горы продолжали подъём. Индийская плита начала столкновение с Азией.
Вымирание на границе мелового и палеогенового периодов привело к значительному изменению фауны и флоры. Средняя глобальная температура палеоцена составляла около 24-25 °C (впоследствии она опустилась до 12 °C). По всей Земле росли леса, в том числе в полярных областях (например, на острове Элсмир). В первой половине палеоцена ещё сказывались последствия катастрофы и фауна была представлена мелкими млекопитающими и в целом небольшими животными; видовое богатство было низким по сравнению с меловым периодом. Из-за отсутствия крупных травоядных лесной покров был довольно густым. Палеоцен стал временем расцвета млекопитающих. В это время жили древнейшие известные плацентарные и сумчатые. В морях — как в открытом море, так и в рифовых биомах — стали доминировать лучепёрые рыбы.

## История изучения
Палеоцен был выделен из состава эоцена в 1874 году. Это сделал немецкий палеоботаник Вильгельм Шимпер.

## Геология
| система                                                                          | отдел    | ярус          | Нижняя граница, млн лет |
| -------------------------------------------------------------------------------- | -------- | ------------- | ----------------------- |
| Неоген                                                                           | Миоцен   | Аквитанский   | 23,04                   |
| Палеоген                                                                         | Олигоцен | Хаттский      | 27,3                    |
| Палеоген                                                                         | Олигоцен | Рюпельский    | 33,9                    |
| Палеоген                                                                         | Эоцен    | Приабонский   | 37,71                   |
| Палеоген                                                                         | Эоцен    | Бартонский    | 41,03                   |
| Палеоген                                                                         | Эоцен    | Лютетский     | 48,07                   |
| Палеоген                                                                         | Эоцен    | Ипрский       | 56,0                    |
| Палеоген                                                                         | Палеоцен | Танетский     | 59,24                   |
| Палеоген                                                                         | Палеоцен | Зеландский    | 61,66                   |
| Палеоген                                                                         | Палеоцен | Датский       | 66,0                    |
| Мел                                                                              | Верхний  | Маастрихтский | больше                  |
| Деление и золотые гвозди в соответствии с IUGS по состоянию на декабрь 2024 года |          |               |                         |

Граница мелового и палеогенового периодов отчётливо запечатлена в геологических формациях в разных точках планеты. Это так называемая иридиевая полоса светлого оттенка (точнее с повышенным содержанием иридия) и связанные с ней разрывы в ископаемой флоре и фауне. Иридий редко встречающийся на Земле металл и в больших количествах может выпасть на земную поверхность только от ударов крупных метеоритов. С этим связывают метеоритный кратер Чиксулуб, в который ударил метеорит диаметром до 15 км. 

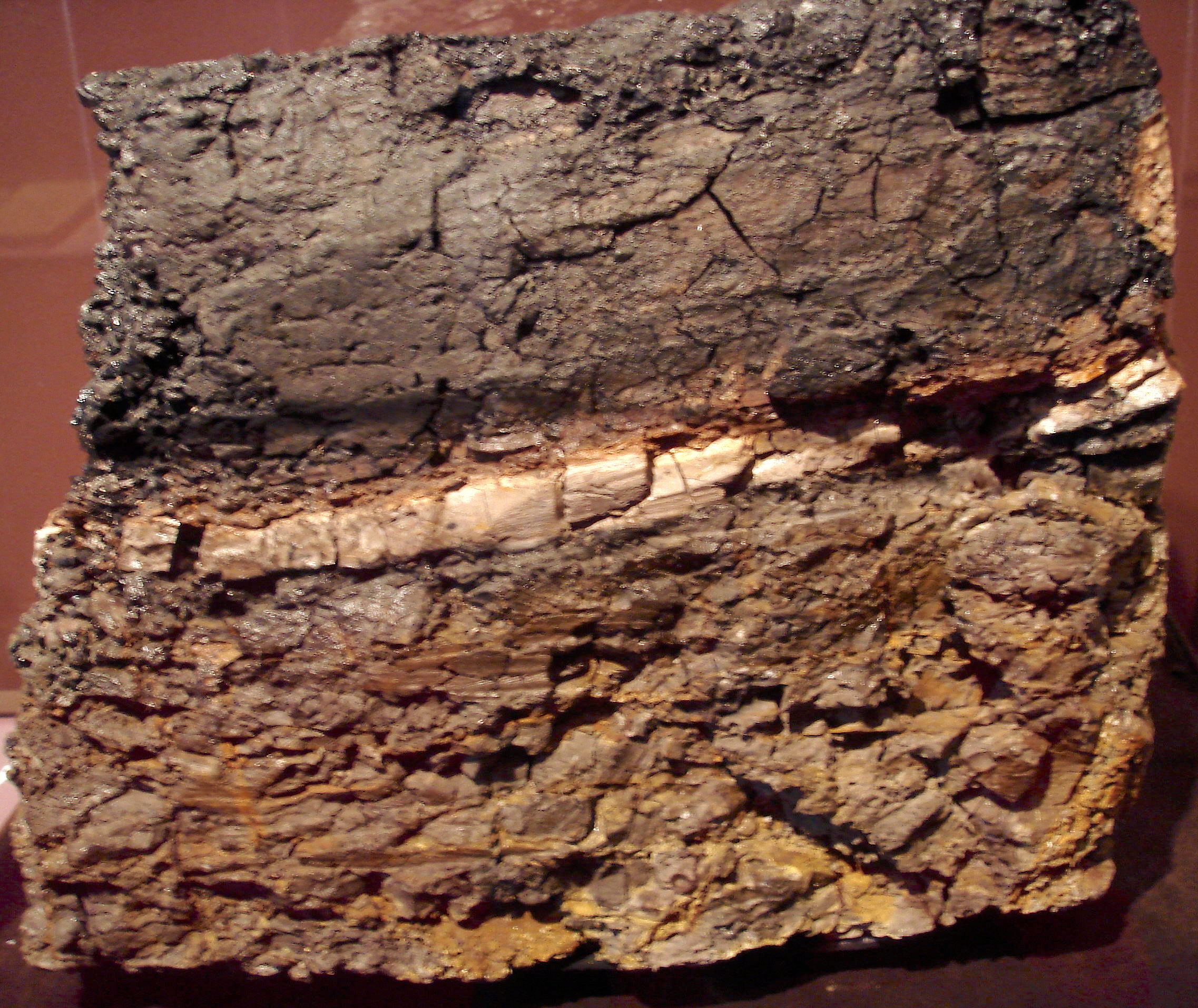
Иридиевая полоса белого цвета, река Вайоминг. Граница мел-палеогена.
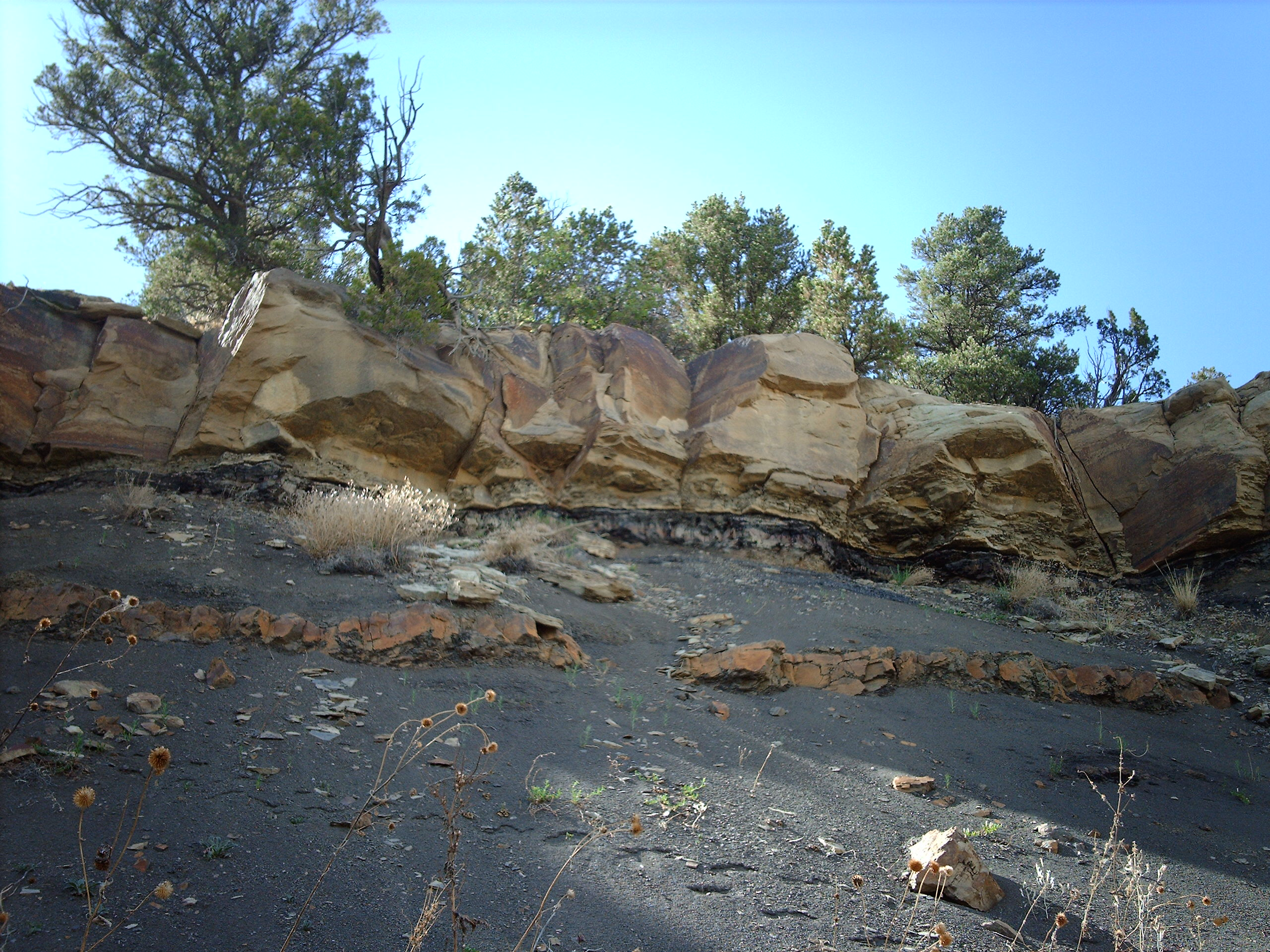
Парк Тринидат Лейк, штат Колорадо, США, Граница мелового и палеогенового периодов это кремовая тонкая полоса, сразу после выступающей породы тёмного цвета. После полосы следует уже заметно более светлый слой камня.

Палеонтологи разделяют палеоцен на три века. Датский от 66 до 61,6 млн лет назад, Зеландский от 61,6 до 59,2 млн лет назад и танетский от 59,2 до 56 млн лет назад. Палеоцен завершился так же вымиранием, начавшимся с температурного максимум палеоцена-эоцена, произошло закисление океана из-за выбросов углерода в атмосферу и океаны, вымерло до 50 % фораминифер, это произошло 55,8 млн лет назад.

### Месторождения полезных ископаемых
Несколько экономически важных месторождений угля формировались в течение палеоцена — бассейн Ривер в штате Вайоминг и Монтана, на это месторождение приходится 43 % американской добычи угля; Уилкокс в Техасе и бассейн в Колумбии, где расположен самый большой карьер в мире. Так же уголь образовавшийся в палеоцене добывают на Шпицбергене, в Норвегии и Канаде. Природный газ образовавшийся в палеоцене составляет значительные запасы в Северном море. (2,23 трлн кубических метров). В этом же месте сосредоточена палеоценовая нефть — 13,54 млрд баррелей. Важные запасы фосфатов (франколит) палеоцена сосредоточены в Тунисе.

## Палеогеография

### Палеотектоника

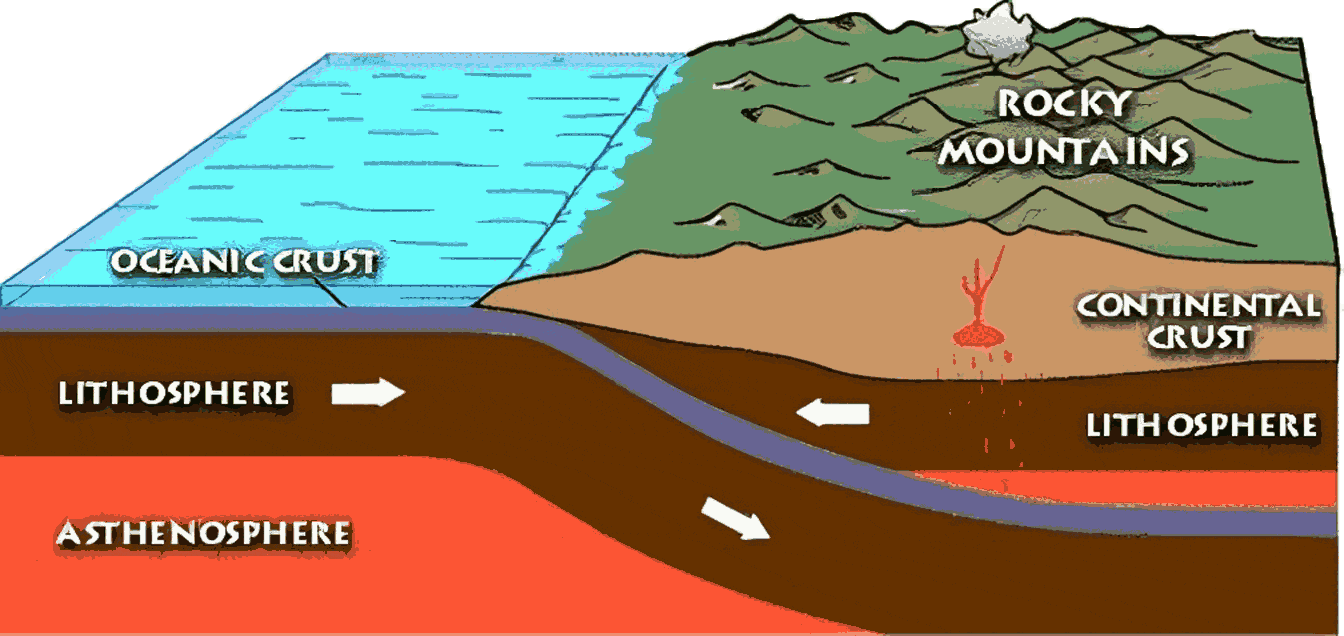
Горообразование, вызванное субдукцией океанической коры под Северо-Американской плитой

В палеоцене континенты ещё не находились на современных позициях. В Северном полушарии бывшие части Лавразии (Северная Америка и Евразия) порой соединялись сухопутными перешейками — Берингия между 65,5 и 58 млн лет назад. Так же существовал Де Геер перешеек между Гренландией и Скандинавией между 71 и 63 млн лет назад. Северная Америка так же была соединена с Западной Европой через Гренландию (между 57 и 55,8 млн лет назад) и через Тургайский маршрут, соединявший Европу и Азию.

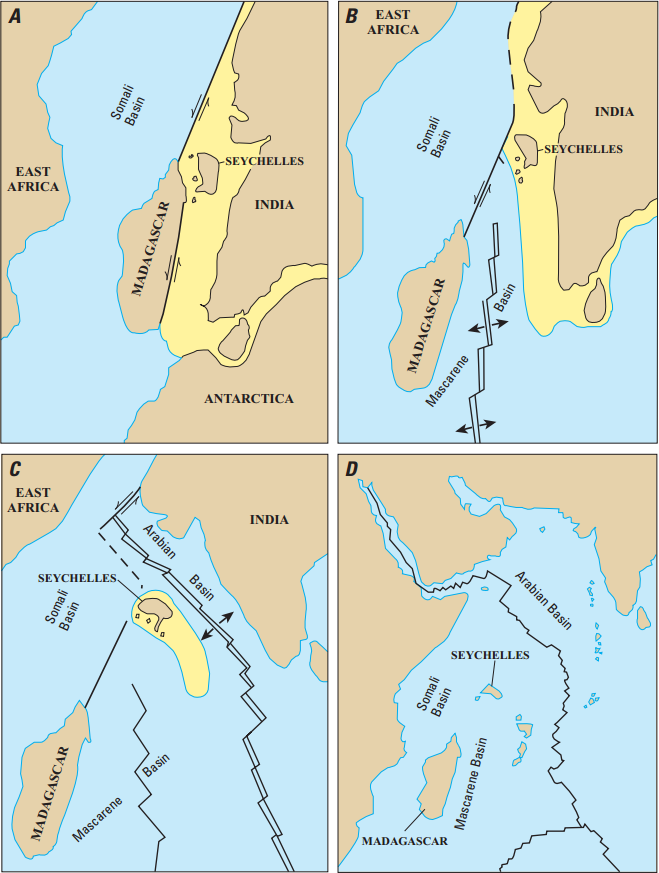
Распад Гондваны: А — ранний мел В — поздний мел С — палеоцен D — современность.

Горообразование включало в себя рост Скалистых гор, начавшийся в меловом периоде и закончившийся в конце палеоцена. Из-за этого процесса и падения уровня моря Западное Внутреннее море, разделявшее ранее Северную Америку отступило. Между 60,5 и 54,5 млн лет назад в Северной Атлантике была повышенная вулканическая активность — третья по мощности за последние 150 млн лет, в результате этого процесса образовалась Северо-Атлантическая магматическая провинция. Гренландская плита начала расходится с Северо Американской плитой, были затронуты залежи клатратов метана (диссоциация клатратов), это вызвало массовое выделение углерода.
Северная и Южная Америка в палеоцене были отделены друг от друга, но уже 73 млн лет назад сформировалась островная дуга (Южно — Центральноамериканская дуга). В Карибском бассейне тектоническая плита двигалась на восток, а Северо Американская и Южно Американская плиты двигались в противоположном направлении. Этот процесс приведёт в итоге к повышению Панамского перешейка ко времени 2,6 млн лет назад. Карибская плита продолжала движение примерно до 50 млн лет назад.
Части бывшего континента Гондваны в Южном полушарии продолжали отдаляться друг от друга, но Антарктида была соединена с Южной Америкой и Австралией. Африка двигалась на север в сторону Европы. Индийский субконтинент двигался в сторону Азии и в итоге он закроет океан Тетис.

### Особенности океанов в палеоцене
В современный период тропическая вода становится холоднее и повышается её солёность у полюсов, это вызывает опускание ранее тёплой воды ниже и образование холодного течения. Данные процессы выражены в Северной Атлантике вблизи Северного полюса и в регионе Антарктиды. В палеоцене водные течения между Северным ледовитым океаном и Северной Атлантикой были более ограничены, поэтому глубоководное североатлантическое течение и атлантическая меридиональная циркуляция холодного и тёплого течений ещё не сформировались. Из-за этого образование глубинных холодных течений ещё не происходило в Северной Атлантике.
В палеоцене, в силу того что Антарктида, Австралия и Южная Америка были соединены между собой, не образовалось циркумполярное течение, оно в свою очередь замкнуло оборот холодной воды вокруг Антарктиды и позднее сделало континент крайне холодным, его не прогревают теплые течения мирового океана.

## Климат
Климат палеоцена был таким же как в меловом периоде — тропический и субтропический на всей планете, за исключением полюсов, на месте нынешней Антарктиды и Арктики был умеренный климат, льдов не существовало. Средняя глобальная температура — 24-25 °C, для сравнения средняя глобальная температура между 1951—1980 составила 14 °C.
Глобальная температура глубоких слоёв океана была между 8-12 °C, в современный период температура равна 0-3 °C. Уровень углекислого газа составлял в среднем 352 ppm, это показатель для штата Колорадо в США. Средний показатель по планете был 616 ppm. Умеренный прохладный климат — Антарктида, Австралия, Южная Америка — её южная часть, сегодня такой климат в США, Канаде. В Восточной Сибири и Европе — умеренно тёплый климат. Южная Америка, Северная и Южная Африка, Южная Индия, Мезоамерика, Китай — засушливый климат. Север Южной Америки, Центральная Африка, Северная Индия, Средняя Сибирь, Средиземное море — тропический климат.

### Климатические события палеоцена
После удара метеорита и последующего вулканизма 66 млн лет назад наступил холодный период в климате, но он продлился относительно недолго и после прохождения границы мел-палеогенового вымирания относительно быстро пришёл в норму. Срок особо холодного периода — 3 года. Возвращение в норму происходило в течение десятков лет — за 10 лет перестали идти кислотные дожди, но океан понёс больший урон, судя по соотношению изотопов углерода С13 и С 12, оборот углерода в глубоководных водах прекратился. Океан показывает низкую продуктивность, снижение деятельности фитопланктона.
65,2 млн лет назад в раннем Даниане на протяжении 100 000 лет значительные объёмы углерода стали накапливаться в глубоководных слоях океанов и морей. С середины Маастрихтского периода увеличение углерода в глубоких водах нарастало. Затем произошёл выброс углерода в силу того, что теплеющая вода не могла усваивать углерода больше определённого порога. В этот период саванна вытеснила лесные массивы. 62,2 млн лет назад в позднем Даниане произошло потепление и началось подкисление океанов, связанное с увеличением содержания углерода. Это продолжалось 200 000 лет и вызвало повышение температуры по всей толще воды на 1,6-2,8 °C. Событие совпадает так же с вулканической активностью в Атлантическом океане и в Гренландии.

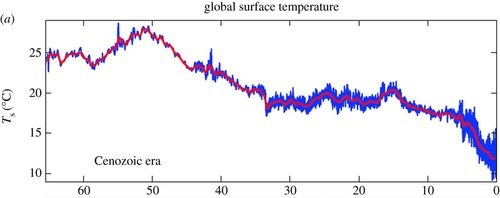
Глобальные средние температуры для суши

60,5 млн лет назад фиксируется падение уровня моря, но поскольку ледников в тот период не было вообще, новые льды не появлялись, объяснение этому в усилении испарения воды в атмосферу.
59 млн лет назад температура резко повысилась, причина — выброс глубоководного метана в атмосферу и океан. Накопление метана шло около 10-11 тыс. лет, последствия выброса продолжались 52-53 тыс. лет. Спустя 300 000 лет случился повторный выброс метана, количеством до 132 млрд тонн, температура повысилась на 2-3 °C. Это вызвало повышенную сезонность и нестабильность климата. Однако такие условия стимулировали рост травы в некоторых районах.

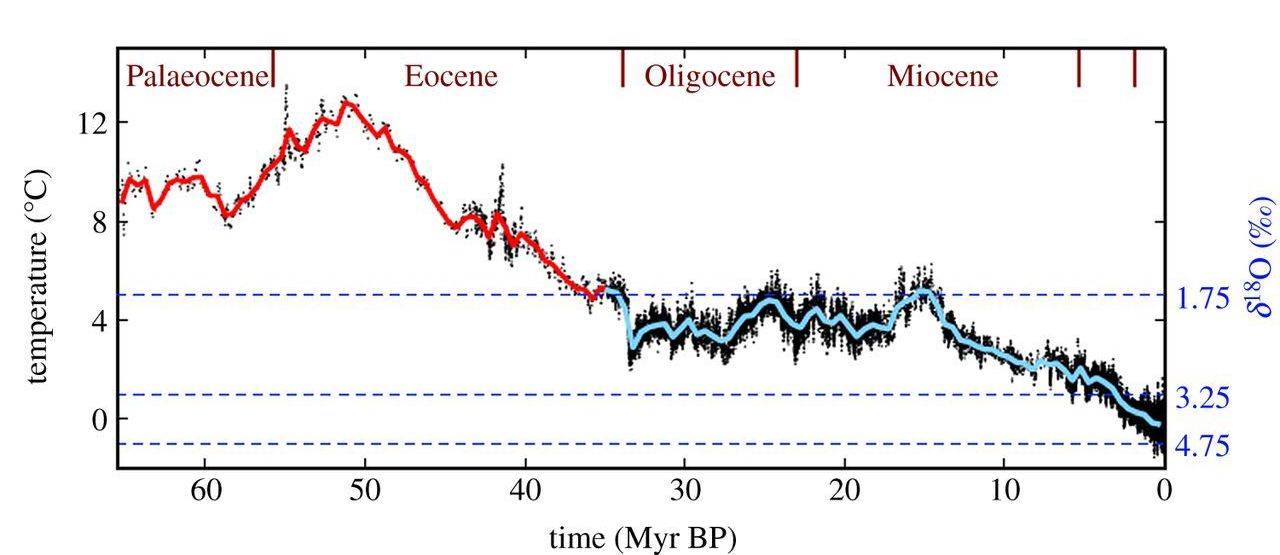
Глобальные температуры для океанов

Тепловой максимум на границе палеоцена и эоцена длился 200 000 лет. Глобальная средняя температура поднялась на 5-8 °C, в средних и полярных широтах стало теплее чем в современных тропиках, до 24-29 °C. Это было вызвано выбросом в атмосферу 2,5-4,5 трлн тонн углерода, выброс случился из-за высвобождения метан-гидратов в северной части Атлантического океана. Это связано с тектонической активностью в регионе. Метангидраты выбрасывались 2500 лет, в океане повысилась кислотность, течения замедлялись и это вызывало расширение зон с минимальным содержанием кислорода на больших глубинах. На мелководье в силу повышения температуры так же падало содержание кислорода в воде, а продуктивность океана в целом выросла в силу повышения температуры. Возникла острая конкуренция за кислород, в результате развивались сульфатредуцирующие бактерии, они создают как отходы высокотоксичный сероводород. Как итог объём воды с повышенным содержанием сульфатов вырос до 10-20 % объёма всего океана, в современный период объём такой воды составляет 1 % — один из примеров это дно Чёрного моря. Вдоль континентов образовались зоны хемоклина, характеризующегося бескислородными водами, в которых могут жить только анаэробные организмы.
На суше эти события вызвали в том числе уменьшение размеров млекопитающих, как ответ на повышение температуры.

### Палеоцен — эоценовый тепловой максимум
Подробно рассмотрен — Палеоцен-эоценовый термический максимум

## Растительность
По всей планете росли влажные, тропические и субтропические леса. Состав пород деревьев — основная масса хвойные и на втором месте широколиственные. Так же были саванны, мангровые болота, склерофитные леса. К примеру в Колумбии, формация Серрехон по видам растений была похожа на современную — пальмы, бобовые, мальвовые и ароидные. В результате вымирания крупных динозавров и в целом вымирания всех животных крупнее 25 кг, леса стали расти намного гуще, количество равнинных, открытых участков сократилось до предела. Растения при этом столкнулись с проблемами — густой полог не пропускал много солнечного света и начались адаптации низких растений к новым условиям. Появились виды растений-паразитов, деревья стали вырастать выше, чтобы оставаться с доступом к солнечному свету.
На границе мелового и палеоценового периодов фиксируется значительное вымирание видов растений. Пример — в бассейне реки Уиллистон в Северной Дакоте вымерло до 60 % видов. В результате обычные для мелового периода араукариевые сменились на подокарповые хвойные, а до этого редкие хвойные Cheirolepidiaceae стали доминировать в Патагонии. Слои отложений, перекрывающие границу мел-палеоцена богаты окаменевшими папоротниковыми. Папоротники обычно первыми колонизируют районы, подвергнувшиеся выгоранию при пожарах.

### Восстановление растений послемел-палеогенового вымирания
После окончания мелового периода в палеоцене фиксируется исчезновение значительного числа видов растений. В бассейне Уиллистона в Северной Дакоте вымерло до 60 % видов. До границы вымирания Араукарии были обычными для огромных пространств на планете, но затем были заменены хвойными Подокарповыми. Редкие до этого Cheirolepidiaceae стали доминировать. Геологические слои, покрывающие вымирание мел-палеогена, имеют много окаменелостей папоротников. Дело в том, что папоротники в силу неприхотливости и относительно высокой живучести первыми заново колонизируют районы, которые пострадали от лесных пожаров. Поэтому наличие большого числа папоротников говорит о том, что на границе вымирания были массовые лесные пожары и деревья были уничтожены, по оценке пожары могли охватить всю планету. В силу относительно быстрого восстановления лесов и отсутствия крупных животных, которые бы объедали растущие деревья, травянистые растения стали лучше выживать, если могли быть тенелюбивыми. Подлесок новых лесов состоял из ликоподий, папоротников и покрытосеменных кустарников.
Леса при всей огромной площади весь палеоцен были бедны видами растений, разнообразие видов восстанавливалось медленно и пришло в норму только к концу периода, спустя 10 млн лет. Цветковые растения, имевшиеся в Голарктической области (большая часть Северного полушария) — Метасеквойя, Глиптостробус, Макгинит, Платан, Карьи, Ампелопсис и Церцидифиллум. Но восстановление лесного покрова произошло по меркам биосферы быстро, так Касл Рок в Колорадо был покрыт тропическим лесом всего через 1,4 млн лет после вымирания. Однако в лесах было мало насекомых, что доказано по Колумбийской формации Серрехон, с датировкой 58 млн лет назад. Это говорит о том что экосистема была не сбалансированной, большая зелёная масса растений не обеспечивала разнообразие питания для оставшихся в живых животных.

## Фауна

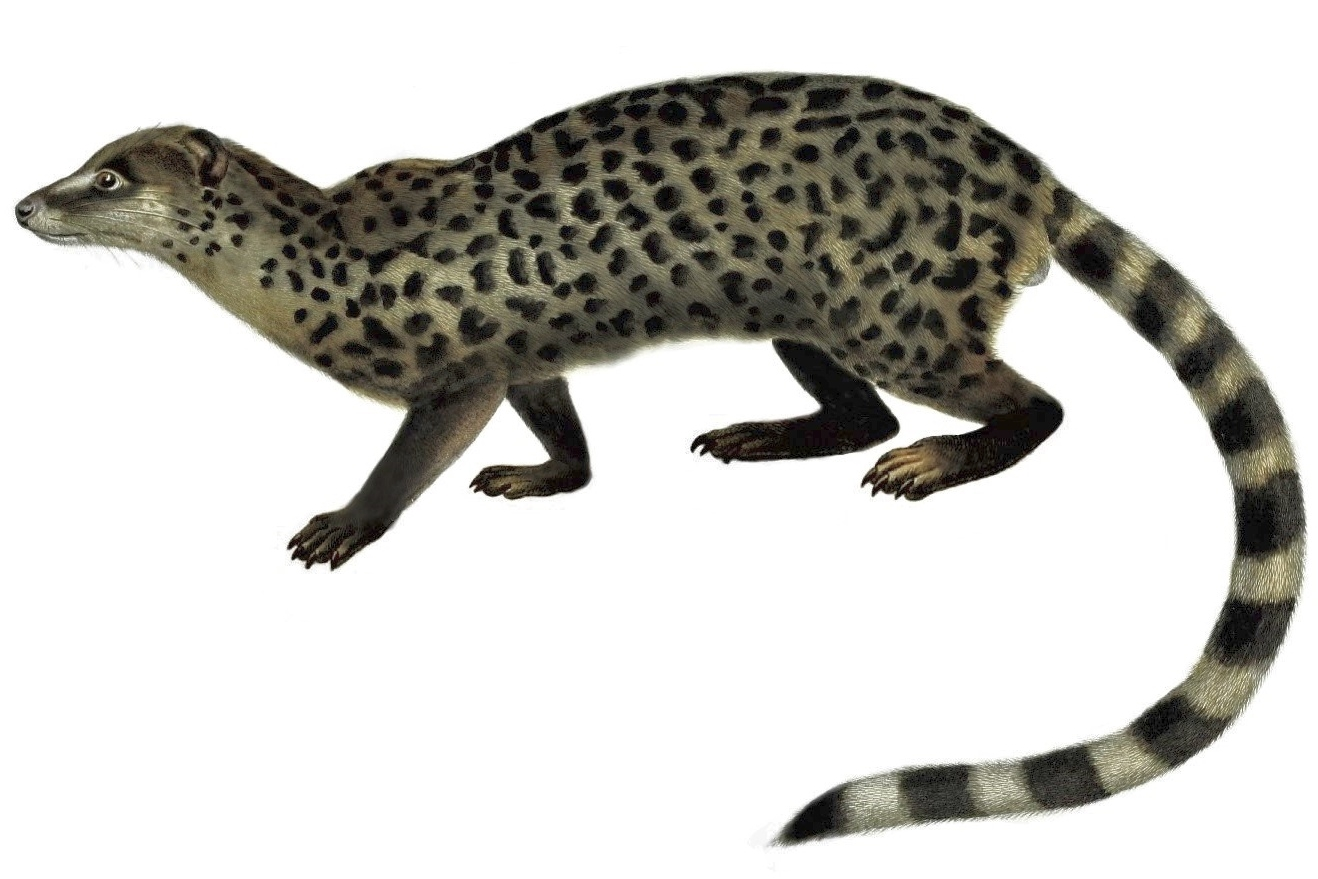
Miacis

В палеоцене и эоцене жили миациды — примитивные хищные, от которых, предположительно, произошли все современные хищные млекопитающие. В позднем меловом периоде или раннем палеоцене из парнокопытных, предположительно, выделились предки древних китов. Через 100 тыс. лет после падения метеорита таксономическое разнообразие млекопитающих удвоилось, а максимальная масса млекопитающих увеличилась почти до уровней, предшествующих мел-палеогеновому вымиранию. Приблизительно трёхкратное увеличение максимальной массы тела млекопитающих произошло через 300 тыс. лет после мел-палеогенового вымирания, первые крупные млекопитающие появились через 700 тысяч лет после мел-палеогенового вымирания, что совпадает с первым появлением растений семейства бобовых.
В позднем палеоцене от кондилартр произошли непарнокопытные.

## Палеогеография
Третья и последняя фаза фрагментации суперконтинента Пангеи происходила в раннем кайнозое. Северная Америка и Гренландия продолжали отделяться от Евразии, расширяя Атлантический океан. В то время как Атлантика росла, древний океан Тетис закрывался из-за сближения Африки и Евразии. Северная Америка и Южная Америка были разделены экваториальными морями вплоть до второй половины неогена. Африка, Южная Америка, Антарктида и Австралия продолжали расходиться. Индийский субконтинент начал свой дрейф к Азии, что привело к тектоническому столкновению и образованию Гималаев.
Моря, которые покрывали часть Северной Америки и Евразии, сократились в начале палеоцена, открыв новые места обитания для наземной флоры и фауны.